# 玉佛山风景区管理委员会
玉佛山风景区管理委员会是中华人民共和国辽宁省鞍山市铁东区的一个类似乡级单位。

## 行政区划
下辖以下地区：
玉佛山风景区虚拟社区。